# Collodaria
Ordre
Les Collodaria sont un ordre de radiolaires de la classe des Polycystinea.

## Liste des familles
Selon NCBI (21 mars 2021) :
- famille des Collophidiidae Biard & Suzuki 2015
- famille des Collosphaeridae
- famille des Collozoidae
- famille des Sphaerozoidae
- famille des Thalassicollidae